# Leptonema moselyi
Leptonema moselyi is een schietmot uit de familie Hydropsychidae. De soort komt voor in het Neotropisch en het Nearctisch gebied.